# Emotion (rivista)
 Emotion  è una rivista scientifica di psicologia in lingua inglese che appartiene al ristretto numero di pubblicazioni dell'American Psychological Association.
Fu fondata da Richard Davidson e Klaus Scherer nel 2001. A partire dal 2008, la periodicità da trimestrale diventò bimensile.
Al 2019, il direttore è Paula R. Pietromonaco, che è anche membro del comitato editoriale della rivista Journal of Personality and Social Psychology.